# Pelikanålartade fiskar
Pelikanålartade fiskar (Saccopharyngiformes) är en ordning djuphavslevande fiskar.
Till ordningen räknas ungefär 25 arter. De kännetecknas av en stor mun och en rad med ljusorgan på kroppen. Dessa fiskar saknar bukfenor, simblåsa, lock på gälarna och revben. Analfenan är påfallande liten eller den saknas helt. Pelikanålartade fiskar lever i havets djupa delar cirka 2000 till 5000 meter under vattenytan.